# Terremoto de Cuba de 1932
El terremoto de Cuba de 1932 ocurrió el 3 de febrero de 1932 en Santiago de Cuba. Tuvo una magnitud de 6,7 en la escala de magnitud de momento y una intensidad máxima percibida de VI (Fuerte) en la escala de intensidad de Mercalli. El epicentro del terremoto se situó en el extremo norte del abismo Bartlett, aproximadamente a treinta millas de Santiago.  Dejó como saldo al menos 8 muertos y 300 heridos.

## Información tectónica y terremoto
La zona de falla Septentrional-Oriente es un sistema de fallas de rumbo que corre a lo largo del borde sur de Cuba.  Un estudio realizado por el profesor Stephen Taber, quien estuvo en Santiago durante el terremoto, encontró que se habían formado nuevas fallas antes del 3 de febrero. 
Un fuerte temblor sísmico se registró alrededor de las cinco de la tarde del día de. Sin embargo, no causó una gran alarma ya que tales sucesos eran comunes, y la ciudad era conocida por tener una alta actividad sísmica en las Indias Occidentales.

## Consecuencias
Se informó de entre 8 y 12 muertes y aproximadamente 300 personas resultaron heridas   por el colapso de varias estructuras, incluidos hospitales, escuelas e instalaciones industriales. Debido a los daños y la inestabilidad fundacional de las cárceles de Santiago, los reclusos fueron trasladados a cuarteles militares cercanos. 